# Liste der argentinischen Botschafter im Vereinigten Königreich

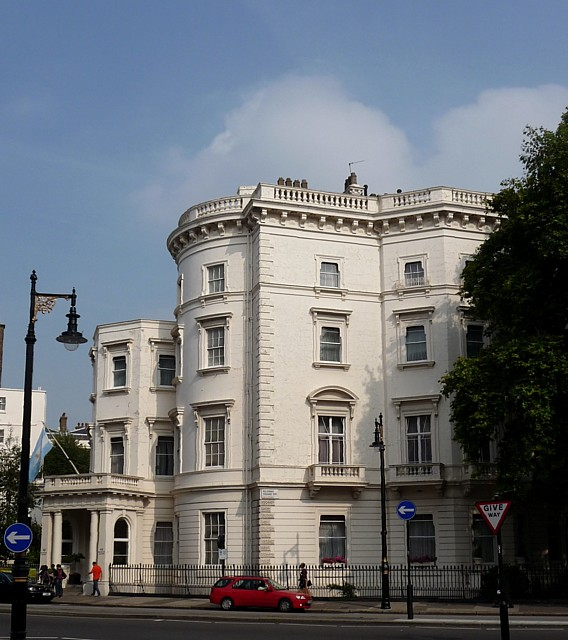
49 Belgrave Square, London SW1X 8QZ, Fotografie von Stephen Richards

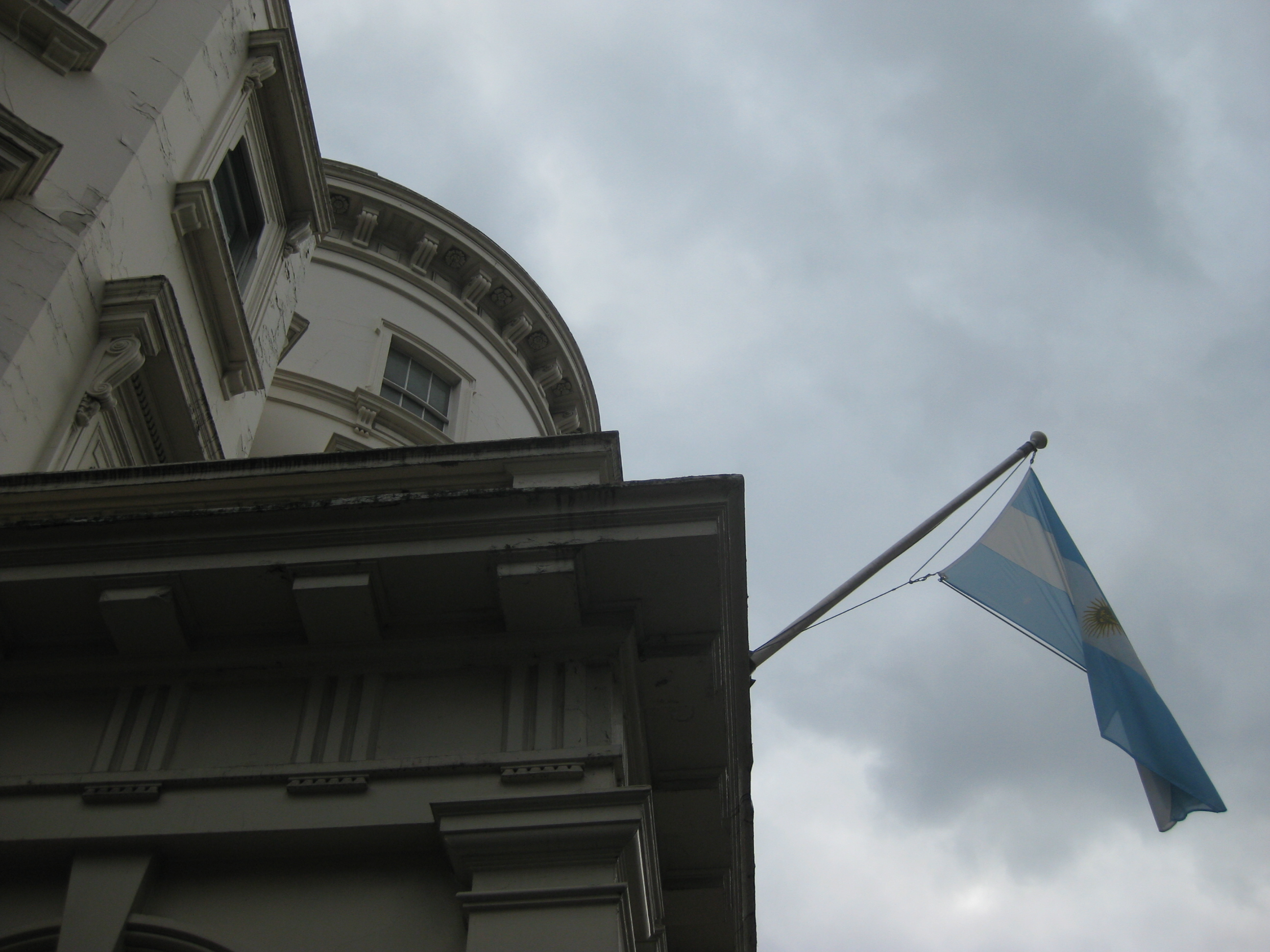
Detail der Botschaft, Fotografie von Matt Brown

Der argentinische Ambassador to the Court of St James’s residiert in 9 Wilton Crescent, SW1.

## Botschafter
| Ernannt / Akkreditiert | Name                                        | Bemerkungen     | ernannt während der Regierung von | akkreditiert während der Regierung von | Posten verlassen |
| ---------------------- | ------------------------------------------- | --------------- | --------------------------------- | -------------------------------------- | ---------------- |
| 1880                   | Manuel Rafael García Aguirre                |                 | Julio Argentino Roca              | William Ewart Gladstone                |                  |
| Feb. 1919              | Federico Álvarez de Toledo                  |                 | Hipólito Yrigoyen                 | David Lloyd George                     | 1920             |
| 1931                   | Manuel Ernesto Malbrán                      |                 | José Félix Uriburu                | Ramsay MacDonald                       | 1938             |
| 1938                   | René Lawson                                 |                 | José Félix Uriburu                | Ramsay MacDonald                       | 1941             |
| 1946                   | Ricardo Gastón del Carmen Labougle Carranza |                 | Juan Peron                        | Clement Attlee                         | 1950             |
| 4. Mai 1950            | Carlos Alberto Hogan y Costa                |                 | Juan Peron                        | Anthony Eden                           | 1953             |
| 22. Dez. 1955          | Alberto María Candioti                      |                 | Pedro Eugenio Aramburu            | Winston Churchill                      |                  |
| 4. Nov. 1966           | Eduardo Francisco Mac Loughlin              |                 | Pedro Eugenio Aramburu            | Winston Churchill                      | 1970             |
| Mai 1974               | Manuel de Anchorena                         |                 | Juan Peron                        | Edward Heath                           | März 1975        |
| 1980                   | Carlos Ortiz de Rozas                       |                 | Jorge Rafael Videla               | Margaret Thatcher                      | 1982             |
| 1990                   | Mario Cámpora                               |                 | Carlos Menem                      | John Major                             | 1994             |
| 16. Juni 2009          | Osvaldo Narciso Mársico                     | Geschäftsträger | Cristina Fernández de Kirchner    | Gordon Brown                           |                  |